# Заводоуковск
Заводоуковск (рус. Заводоуковск) град је у Русији у Тјуменској области. Према попису становништва из 2010. у граду је живело 25.647 становника.

## Становништво
| 1939. | 1959. | 1970.  | 1979.  | 1989.  | 2002.  | 2010.  |
| ----- | ----- | ------ | ------ | ------ | ------ | ------ |
| 6.000 | 8.673 | 17.461 | 21.450 | 25.827 | 25.674 | 25.647 |